# Duque de Turim
Duque de Turim era o título utilizado para a linha de duques entre os lombardos, quando estes dominavam a Itália na Alta Idade Média.
Vários detentores do título se tornaram reis, como Agilolfo, Regimberto, Arioaldo e Ariberto II.